# 杭州汽车南站
30°14′15.1″N 120°10′58.8″E / 30.237528°N 120.183000°E

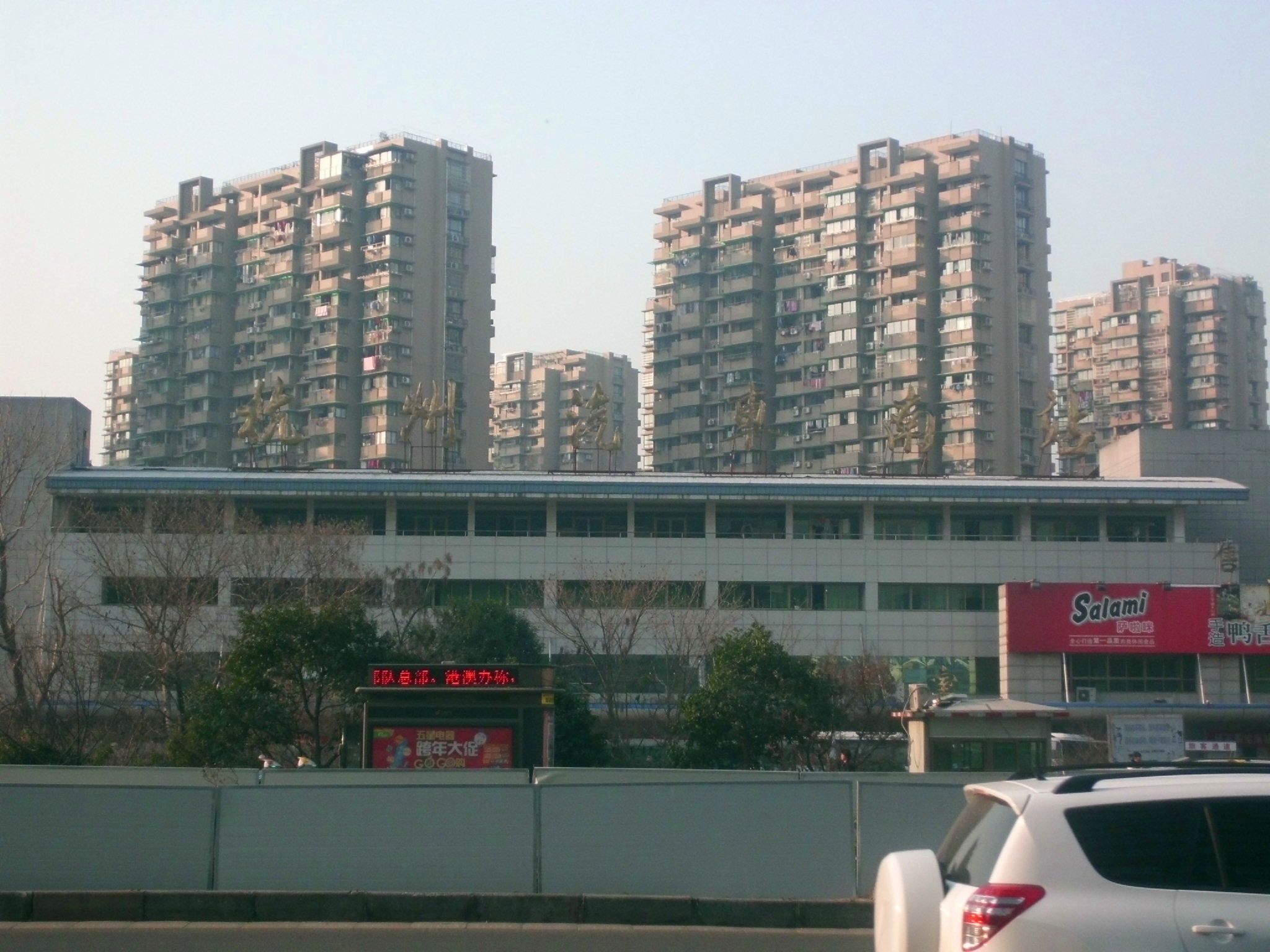
南站大楼

杭州汽车南站是杭州市的一个已停运的长途汽车站，位于上城区婺江路455号。

## 简介
车站始建于1988年，它是杭州长运运输集团有限公司下属的一级汽车客运站。车站交通地理位置优越：背靠城站，面对滨江区，临近钱江三桥和钱江四桥，距离地铁1号线婺江路站仅百余米。
主要承担杭州南向长、中、短途旅客运输，辐射至浙江（金华、温州、丽水以及诸暨、桐庐）、广东、福建三省，有27条快客、快旅班线。
南站新大楼于2002年9月30日投入使用，改建后的车站占地面积11682平方米。

## 新南站
杭州新汽车南站原计划位于滨江区西兴路以东，滨安路以南，风情大道以西，滨康路以北，也即杭州地铁一号线滨康路站时代综合体的一期工程。新南站投资5.1亿元，占地面积3万平米，总建筑面积13.2万平米（比目前杭州的四个汽车站都要大）。
南站地上部分分为车站区和商业区域两块，其中第一、二层车站建筑面积3.89万平米，包括候车室和停车场，其中第一层供大巴车进出；三到五层的商业建筑面积2.9万平米，融入整个滨康时代综合体，规划有百货商场、电影院、KTV。地下还有3万平米的汽车库和1328平米的非机动车库。地铁滨康路时代综合体的最大特色是被整片绿色植被所覆盖。
原来工程预计于2012年11月开工，预计2015年1月竣工。不过工程至今都没有开工。
2018年，杭州市改决定将汽车南站搬迁至浦沿，而老南站在2019年7月1日搬迁至900米外的临时地址。
2021年11月28日，临时站迁至婺江路455号。
2024年8月15日，杭州汽车南站终止运营，其班线分别分流至杭州火车东站汽车站、杭州客运中心站。